# レオテュキデス (スパルタ王)
レオテュキデス（またはレオテュキダス, 古希: Λεωτυχίδης / Λευτυχίδας, Leotychides / Latychidas, 紀元前545年-紀元前469年、在位：紀元前491年-紀元前476年）はエウリュポン朝のスパルタ王である。
レオテュキデスはエウリュポン朝の傍系のメナレスの子である。ヘロドトスによれば（ヘロドトス、Ⅷ、131）、系譜を彼から遡れば、メナレス、ヒッポクラティデス、レオテュキデス（別人）、アナクシラオス、アルキダモス、アナクサンドリデス、テオポンポス、ニカンドロス、カリラオス、エウノモス、ポリュデクテス、エウリュポン、プロクレス、アリストデモス、アリストマコス、クレオダイオス、ヒュロス、ヘラクレスとなり、彼の前の七人まで（アナクサンドリデスまで）は、アナクサンドリデスが弟であったため王位についていない。

## 即位
紀元前5世紀初頭、アギス朝の王クレオメネス1世とエウリュポン朝の王デマラトスは事あるごとに対立していた。そこで、クレオメネスはデマラトス廃位の陰謀を企て、共にアイギナに赴くという条件で、かつて婚約者を奪われたことでデマラトスに恨みを持っていたレオテュキデスと手を組んだ（紀元前491年）。彼らはデマラトスは先王の子ではないと言い立てて彼を廃位し、レオテュキデスが王位に就いた。そして、レオテュキデスはクレオメネスの二度目のアイギナ行きに同行し、そこで10人の人質をアテナイに送った。
紀元前488年のクレオメネスの死後、アイギナはアイギナの不倶戴天の敵アテナイに人質を送った件でレオテュキデスを糾弾し、彼の引渡しを主張したが、テアシデスという人の説得によりその主張を取り下げ、その代わりにスパルタとアイギナはアテナイに監禁されている者のアイギナへの帰国を約束した。しかし、アテナイは引渡しを拒んだ。

## ペルシア戦争とそれ以降
レオテュキデスはペルシア戦争でペルシアと戦い、紀元前479年の夏、小アジア沿岸でのミュカレの戦いでペルシア軍を破った。
紀元前477年、レオテュキデスはペルシアに協力したアレウアス家に対するテッサリア遠征を指揮し、ほとんど勝てる状況だったにもかかわらず、彼らに買収されて退いた。この事件の発覚によって彼は王位を追われ、テゲアに亡命し、彼の家は取り壊された。
退位後、彼の子ゼウクシデモスは父に先立って死んでいたので、孫のアルキダモス2世に王位を継がせ、ゼウクシデモスの腹違いの姉妹ランピトをアルキダモスに娶らせた。レオテュキデスは亡命先で紀元前469年に死んだ。